# Estadio Municipal de Salamanca
El Estadio Municipal El Aquelarre de Salamanca, o simplemente como Estadio Municipal de Salamanca, es un estadio ubicado en la ciudad de Salamanca, provincia de Choapa, región de Coquimbo, Chile. Es usado mayormente para la realización de partidos de fútbol. Cuenta con una capacidad para 3000 espectadores.
Es utilizado por el club Brujas de Salamanca en la Segunda División Profesional de Chile.
Se encuentra ubicado en la calle José Manuel Infante alt. 486, con Matilde Salamanca. La cancha del Municipal 2 queda en la calle Ruiz Valledor alt. 600, con Ramón Freire, recinto que cuenta con una capacidad de 590 espectadores.